# Bonvivant-Quadrille
Bonvivant-Quadrille, op. 86, är en kadrilj av Johann Strauss den yngre. Den spelades första gången den 16 augusti 1850 i Volksgarten i Wien.

## Historia
Kadriljen tillhör den grupp av kompositioner som Strauss skrev för att få folk att glömma hans revolutionära åsikter från orosåren 1848-49 och närma sig den kejserliga familjen (vilket skulle komma att belöna sig då Strauss 1863 utnämndes till hovbalsmusikdirektör). Verket hade premiär i samband med en festival med anledning av kejsaren Frans Josef I:s 20-årsdagen. Den 18-årige Frans Josef hade utropats till kejsare av Österrike den 2 december 1848. Under sin korta tid på tronen hade han inte lyckats göra sig populär, trots sin starka pliktkänsla och orubbliga samvetsgrannhet. Det var således ingen lätt uppgift för arrangörerna av festivaler att väcka patriotisk glöd och att locka publik till evenemang, som det som Johann Baptist Corti, innehavare av kaféet i Wiener Volksgarten, tillkännagav i Wiener Zeitung den 16 augusti 1850: "KK. VOLKSGARTEN: Idag, fredag 16 augusti, storslagen festival med dekorationer och belysningar för att fira den högsta födelsedag för hans majestät kejsaren Frans Josef I. Herr Kapellmeister Johann Strauss dirigerar musik och, förutom de mest fantastiska och populära kompositionerna av hans senaste komponerade dansverk, som 'Maxing-Tänze', 'Johannis-Käferln', 'Luisen Sympathie Klänge' [och] 'Heski-Holki-Polka', kommer att ha äran att för första gången framställa en ny kadrilj med titeln "BONVIVANT-QUADRILLE". 
Kvällen utlovade också musik från Andra fältartilleriregementet under sin kapellmästare Sebastian Reinisch. Den underhållande festivalen som gavs två dagar före Franz Josefs egentliga tjugoårsdag (18 augusti), visade sig framgångsrik och drog en stor och entusiastisk publik. Tre dagar senare, den 19 augusti 1850, arrangerade entreprenörsmannen Ferdinand Dommayer en festival och bal på sitt Dommayers Casino i förorten Hietzing för att fira kejsarens födelsedag, och både Strauss och Reinisch uppträdde med sina respektive orkestrar. Man kan vara säker på att Strauss Bonvivant-Quadrille återigen presenterades på kvällens program.

## Om kadriljen
Speltiden är ca 5 minuter och 59 sekunder plus minus några sekunder beroende på dirigentens musikaliska tolkning.

## Weblänkar
- Dynastin Strauss 1850 med kommentarer om Bonvivant-Quadrille.
- Bonvivant-Quadrille i Naxos-utgåvan.